# Janvry (Essonne)

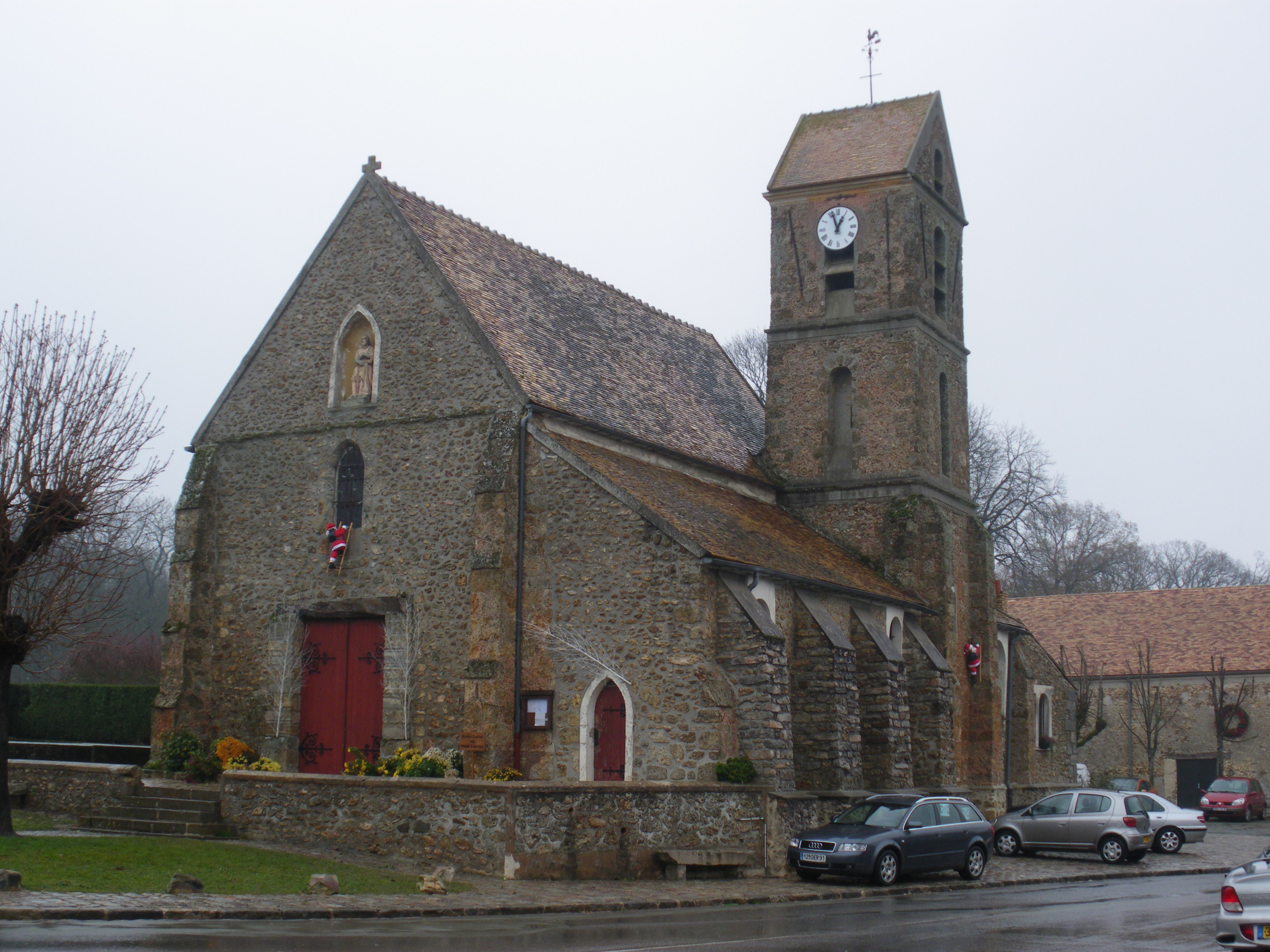
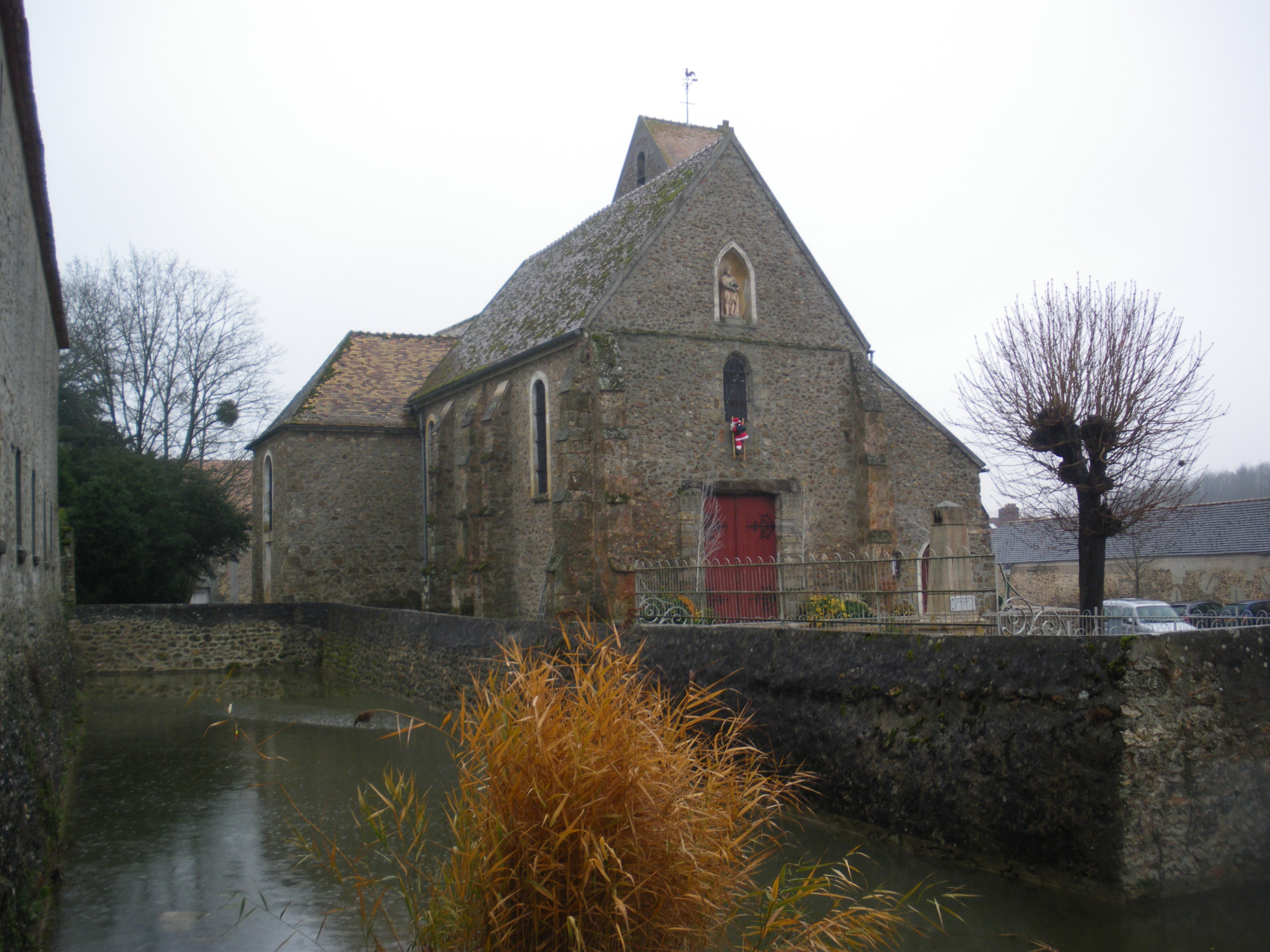
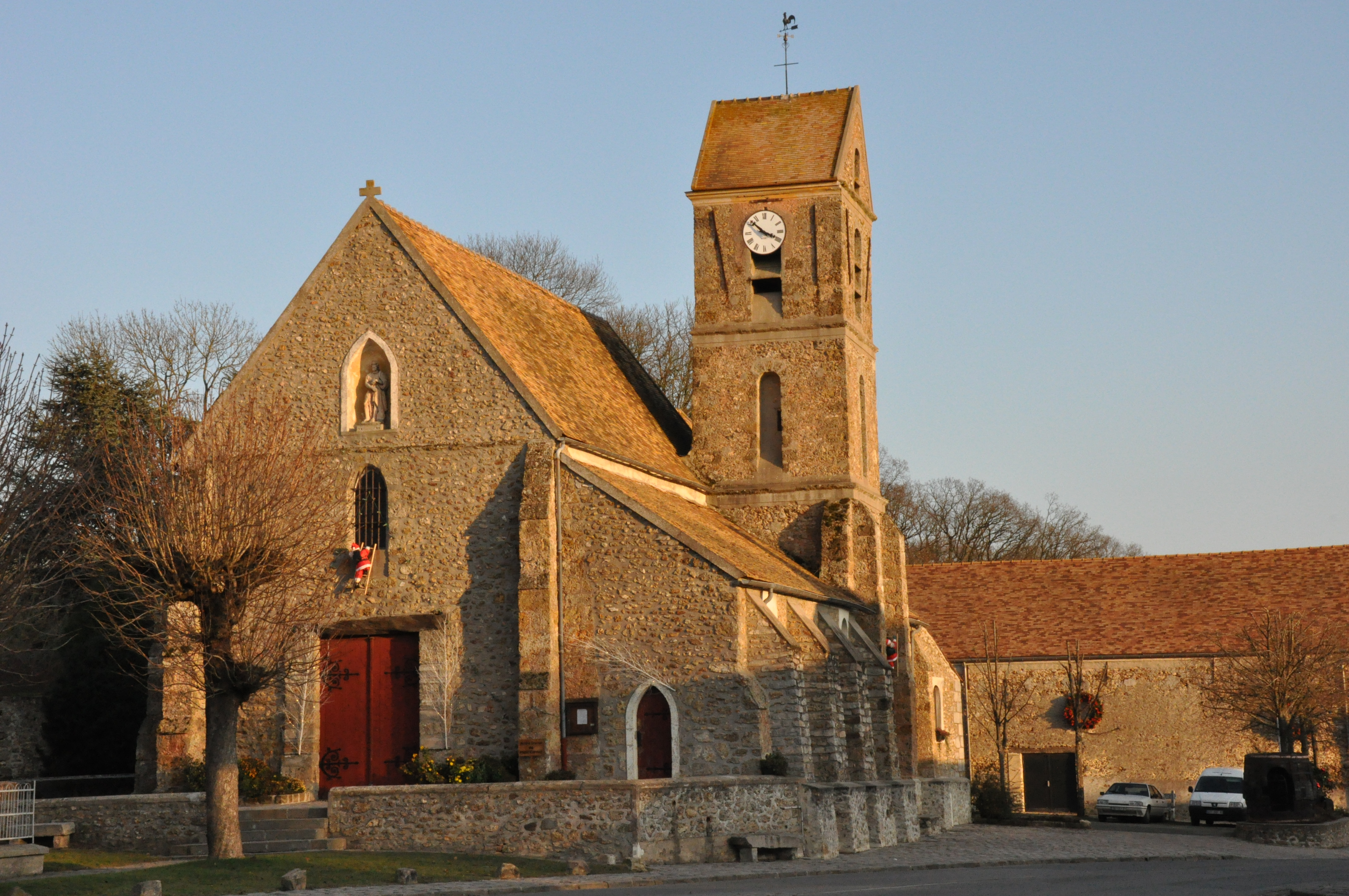
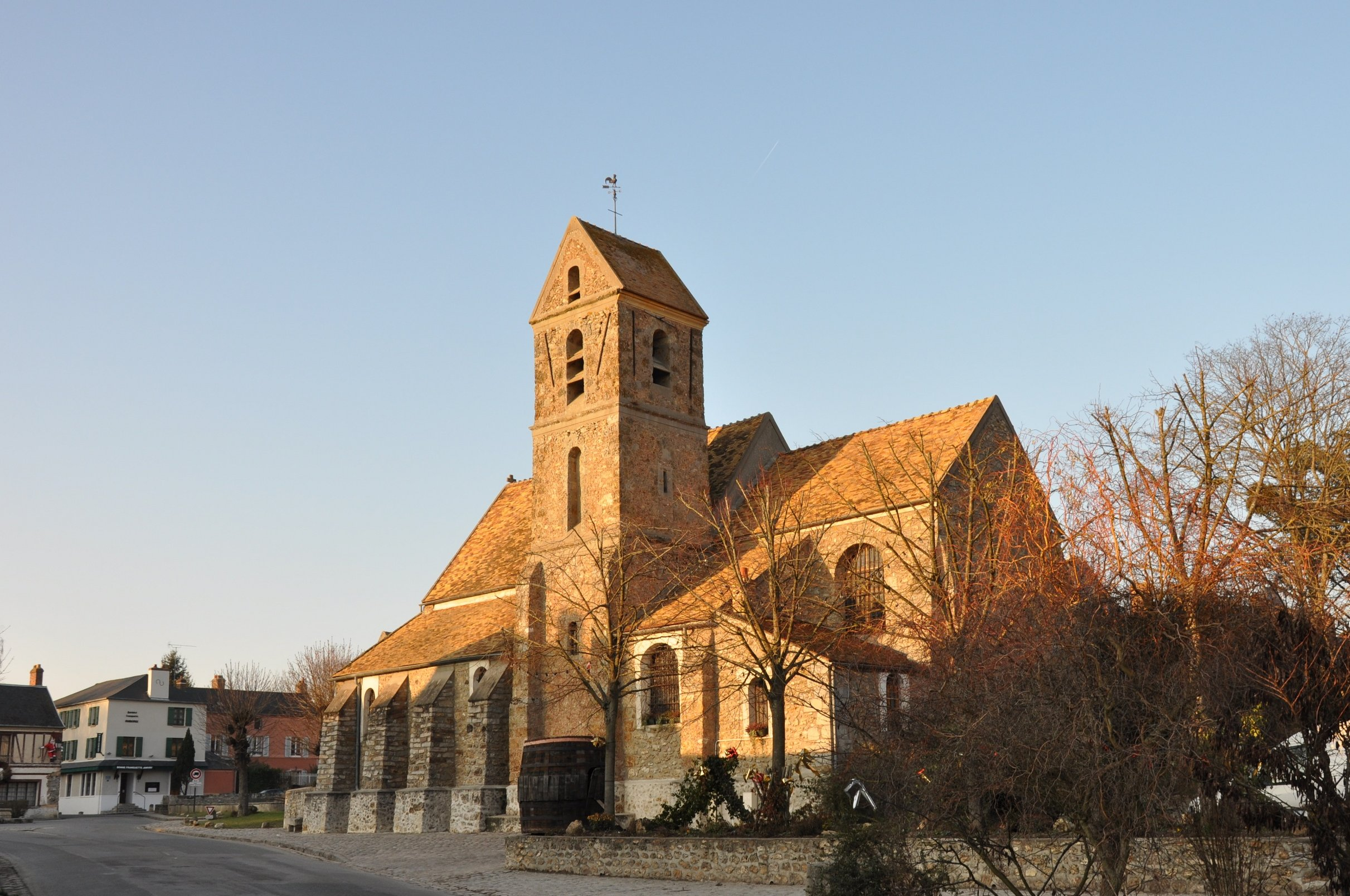

Janvry – miejscowość i gmina we Francji, w regionie Île-de-France, w departamencie Essonne.
Według danych na rok 1990 gminę zamieszkiwało 487 osób, a gęstość zaludnienia wynosiła 59 osób/km² (wśród 1287 gmin regionu Île-de-France Janvry plasuje się na 817. miejscu pod względem liczby ludności, natomiast pod względem powierzchni na miejscu 469.).